# Levantamento de resistência elétrica

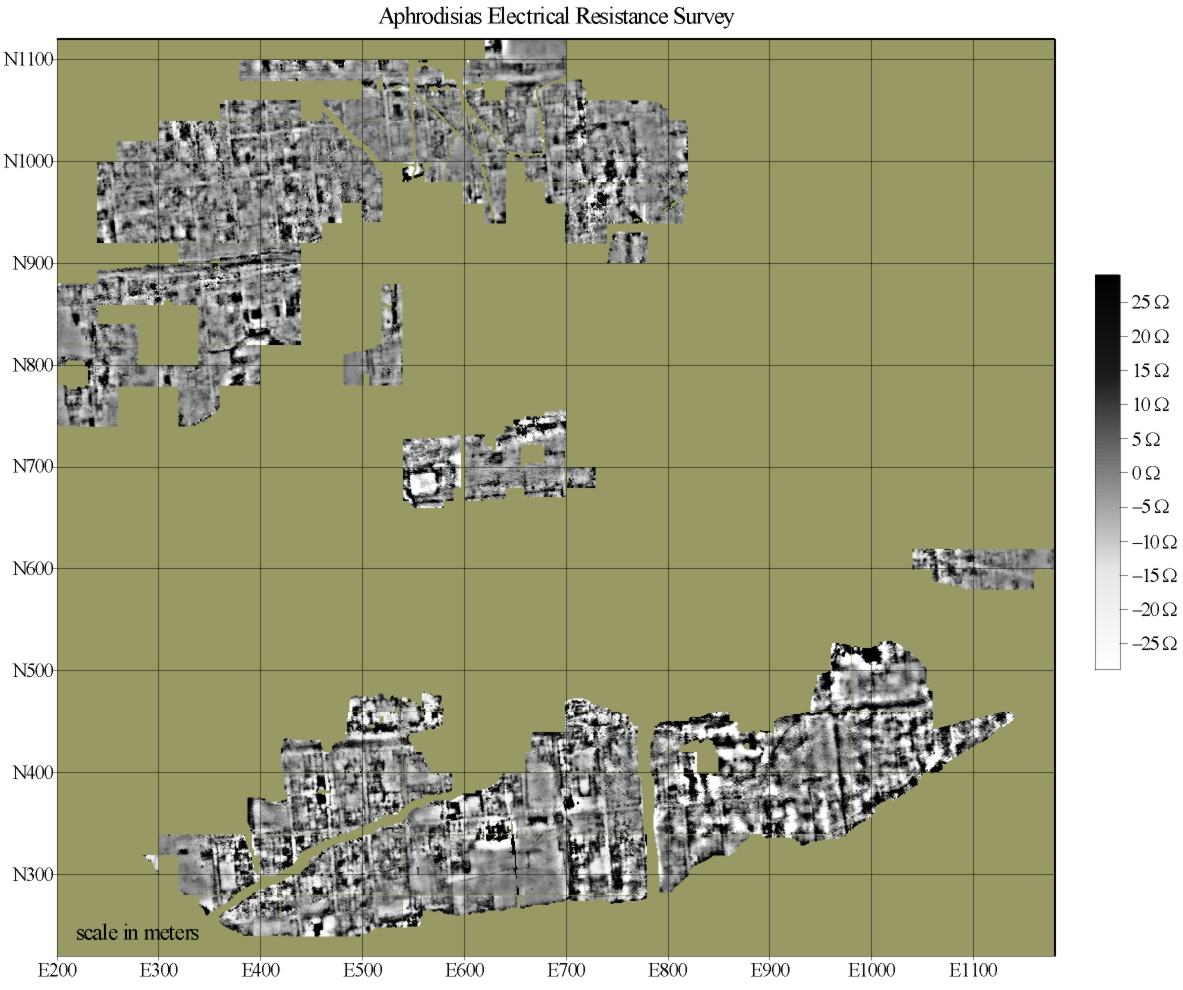
Levantamento de Resistência Elétrica de Afrodisias - um sítio arqueológico greco/romano (c.3 aC a c.3 dC), bizantino (séculos c.3 a 12) na atual Turquia.

Os levantamentos de resistência elétrica (também chamados de levantamento de resistência da terra ou resistividade) são um dos vários métodos usados em geofísica arqueológica, bem como em investigações geológicas de engenharia. Neste tipo de levantamento, medidores de resistência elétrica são usados para detectar e mapear características e padrões arqueológicos de subsuperfície.

## Visão geral
Os medidores de resistência elétrica podem ser considerados semelhantes aos ohmímetros usados para testar circuitos elétricos. As características arqueológicas podem ser mapeadas quando são de maior ou menor resistividade do que seus arredores. Levantamento de resistência elétrica é um dos métodos geofísicos mais populares graças ao fato de ser uma investigação não destrutiva e economicamente favorável.

## Instrumentação
Na maioria dos sistemas, sondas de metal (eletrodos) são inseridas no solo para obter uma leitura da resistência elétrica local. Uma variedade de configurações de sondas é usada, a maioria com quatro sensores, geralmente montados em uma estrutura rígida. Nesses sistemas, duas das sondas, chamadas de sondas de corrente, são usadas para introduzir uma corrente (seja direta ou corrente de chaveamento de baixa frequência) na terra. As outras duas sondas, chamadas de sondas de tensão ou potencial, são usadas para medir a tensão, que indica a resistividade local. Em geral, maiores espaçamentos de sondas produzem maior profundidade de investigação, mas ao custo de sensibilidade e resolução espacial.

## Coleta de dados
A pesquisa geralmente envolve caminhar com o instrumento ao longo de travessias paralelas bem espaçadas, fazendo leituras em intervalos regulares. Na maioria dos casos, a área a ser pesquisada é piquetada em uma série de "grades" quadradas ou retangulares (a terminologia pode variar).  Com os cantos das grades como pontos de referência conhecidos, o operador do instrumento usa fitas ou cordas marcadas como um guia ao coletar dados. Desta forma, o erro de posicionamento pode ser mantido dentro de alguns centímetros para mapeamento de alta resolução. As primeiras pesquisas registravam leituras à mão, mas o registro e armazenamento de dados controlados por computador são agora a norma.